# Campeonato Búlgaro de Futebol de 2023–24 – Primeira Divisão
A Primeira Divisão do Campeonato Búlgaro de Futebol de 2023–24, também conhecida como Primeira Liga de Futebol Profissional de 2023–24 ou efbet League de 2023–24, é a 100.ª temporada do campeonato de clubes equivalente à primeira divisão do futebol da Búlgária e a 8.ª como Primeira Liga de Futebol Profissional.
16 clubes participam da temporada, que começou em 14 de julho de 2023 e tem término previsto para maio de 2024. O certame é organizado e dirigido pela Federação Búlgara de Futebol (BFS; (em búlgaro: Български футболен съюз; transliteração: Bǎlgarski futbolen sǎyuz)), órgão que dirige e controla o futebol da Bulgária.

## Regulamento
A efbet League de 2023–24 terá o mesmo regulamento da última temporada. Serão 16 equipes disputando o título no sistema de pontos corridos. A competição é dividida em duas fases: temporada regular (fase classificatória) e fase final (três grupos: um de 6 equipes, um de 4 e outro de 6 equipes). As posições finais de cada fase serão definidas mediante a pontuação dos clubes considerando três pontos por vitória, um por empate e zero por derrota.
Na temporada regular será disputada pelos 16 clubes em dois turnos (jogos de ida e volta; turno e returno). Cada time fará 30 jogos, sendo 15 jogos como mandante e outros 15 como visitante. Ao final das 30 rodadas, os seis primeiros colocados vão para o "grupo do campeonato", os quatro seguintes para o "grupo da Liga Conferência Europa" e os seis restantes para o "grupo do rebaixamento".
Os pontos obtidos durante a temporada regular serão usados integralemnte na segunda fase. No "grupo do campeonato" (clubes da 1ª a 6ª colocação) teremos a disputa pelo título da temporada, no "grupo da Liga Conferência Europa" teremos a disputa pela vaga na Liga Conferência Europa (clubes da 7ª a 10ª colocação) e no "grupo do rebaixamento" (clubes da 11ª a 16ª colocação) a luta para evitar o rebaixamento para a segunda divisão. Cada equipe enfrentará as restantes do seu grupo, em jogos só de ida exceto no "grupo da Liga Conferência Europa" que ocorre em jogos de ida e volta). Ao final, quem somar mais pontos no "grupo do campeonato", obterá o título de campeão búçgaro. Por outro lado, as duas equipe com menos pontos ao final do "grupo do rebaixamento" serão rebaixadas para a segunda divisão de 2024–25.

### Vagas para outras competições
A classificação de clubes às competições da UEFA de 2024–25 (Liga dos Campeões, Liga Europa e Liga Conferência) observará as situações abaixo identificadas, considerando as vagas previstas:
1. O campeão do "grupo do campeonato" se classifica para a primeira pré-eliminatória da Liga dos Campeões;
2. O vice-campeão e terceiro colocado do "grupo do campeonato" garantem vagas na segunda pré-eliminatória da Liga Conferência Europa;
3. O vencedor da repescagem da Liga Conferência Europa se classifica a Liga Conferência Europa.[3][4]

### Critérios de desempate
Em caso de empate em pontos ganhos entre 2 (dois) ou mais clubes, o desempate, para efeito de classificação final, será efetuado observando-se os critérios abaixo:
1. Pontos no confronto direto;
2. Saldo de gols no confronto direto;
3. Gols pró (marcados) no confronto direto;
4. Gols pró (marcados) como visitante no confronto direto (somente entre duas equipes);
5. Saldo de gols;
6. Gols pró (marcados);
7. Fairplay;
8. Sorteio.[3][4]

## Temporada regular

### Classificação
| Pos | Equipe             | Pts | J  | V  | E | D  | GP | GC | SG  | Classificação                                          |
| --- | ------------------ | --- | -- | -- | - | -- | -- | -- | --- | ------------------------------------------------------ |
| 1   | Cherno More        | 45  | 20 | 13 | 6 | 1  | 35 | 16 | +19 | Classificado para o "Grupo do Campeonato"              |
| 2   | Ludogorets Razgrad | 42  | 19 | 13 | 3 | 3  | 48 | 12 | +36 | Classificado para o "Grupo do Campeonato"              |
| 3   | CSKA Sofia         | 42  | 20 | 12 | 6 | 2  | 30 | 11 | +19 | Classificado para o "Grupo do Campeonato"              |
| 4   | Lokomotiv Plovdiv  | 38  | 20 | 11 | 5 | 4  | 34 | 21 | +13 | Classificado para o "Grupo do Campeonato"              |
| 5   | CSKA 1948          | 35  | 19 | 10 | 5 | 4  | 23 | 14 | +9  | Classificado para o "Grupo do Campeonato"              |
| 6   | Levski Sofia       | 35  | 20 | 10 | 5 | 5  | 30 | 15 | +15 | Classificado para o "Grupo do Campeonato"              |
| 7   | Arda               | 31  | 20 | 9  | 4 | 7  | 23 | 15 | +8  | Classificado para o "Grupo da Liga Conferência Europa" |
| 8   | Botev Plovdiv      | 29  | 20 | 8  | 5 | 7  | 33 | 23 | +10 | Classificado para o "Grupo da Liga Conferência Europa" |
| 9   | Beroe              | 25  | 20 | 7  | 4 | 9  | 17 | 25 | −8  | Classificado para o "Grupo da Liga Conferência Europa" |
| 10  | Krumovgrad         | 24  | 20 | 7  | 3 | 10 | 20 | 28 | −8  | Classificado para o "Grupo da Liga Conferência Europa" |
| 11  | Slavia Sofia       | 21  | 20 | 6  | 3 | 11 | 15 | 32 | −17 | Classificado para o "Grupo do Rebaixamento"            |
| 12  | Hebar              | 20  | 20 | 5  | 5 | 10 | 20 | 28 | −8  | Classificado para o "Grupo do Rebaixamento"            |
| 13  | Lokomotiv Sofia    | 19  | 20 | 5  | 4 | 11 | 16 | 35 | −19 | Classificado para o "Grupo do Rebaixamento"            |
| 14  | Pirin Blagoevgrad  | 16  | 20 | 4  | 4 | 12 | 13 | 31 | −18 | Classificado para o "Grupo do Rebaixamento"            |
| 15  | Botev Vratsa       | 13  | 20 | 4  | 1 | 15 | 12 | 38 | −26 | Classificado para o "Grupo do Rebaixamento"            |
| 16  | Etar               | 9   | 20 | 2  | 3 | 15 | 12 | 37 | −25 | Classificado para o "Grupo do Rebaixamento"            |

1. 1 2  Classificado em pontos de confronto direto: Ludogorets Razgrad 6, CSKA Sofia 0.
2. 1 2  Classificado em pontos de confronto direto: CSKA 1948 6, Levski Sofia 0.

## Fase final

### "Grupo do Campeonato"
| Pos | Equipe                        | Pts | J | V | E | D | GP | GC | SG | Classificação                                       |
| --- | ----------------------------- | --- | - | - | - | - | -- | -- | -- | --------------------------------------------------- |
| 1   | 1º lugar da temporada regular | 0   | 0 | 0 | 0 | 0 | 0  | 0  | 0  | Primeira pré-eliminatória da Liga dos Campeões      |
| 2   | 2º lugar da temporada regular | 0   | 0 | 0 | 0 | 0 | 0  | 0  | 0  | Segunda pré-eliminatória da Liga Conferência Europa |
| 3   | 3º lugar da temporada regular | 0   | 0 | 0 | 0 | 0 | 0  | 0  | 0  | Segunda pré-eliminatória da Liga Conferência Europa |
| 4   | 4º lugar da temporada regular | 0   | 0 | 0 | 0 | 0 | 0  | 0  | 0  | Repescagem da Liga Conferência Europa               |
| 5   | 5º lugar da temporada regular | 0   | 0 | 0 | 0 | 0 | 0  | 0  | 0  |                                                     |
| 6   | 6º lugar da temporada regular | 0   | 0 | 0 | 0 | 0 | 0  | 0  | 0  |                                                     |

### "Grupo da Liga Conferência Europa"
| Pos | Equipe                         | Pts | J | V | E | D | GP | GC | SG | Classificação                         |
| --- | ------------------------------ | --- | - | - | - | - | -- | -- | -- | ------------------------------------- |
| 1   | 7º lugar da temporada regular  | 0   | 0 | 0 | 0 | 0 | 0  | 0  | 0  | Repescagem da Liga Conferência Europa |
| 2   | 8º lugar da temporada regular  | 0   | 0 | 0 | 0 | 0 | 0  | 0  | 0  |                                       |
| 3   | 9º lugar da temporada regular  | 0   | 0 | 0 | 0 | 0 | 0  | 0  | 0  |                                       |
| 4   | 10º lugar da temporada regular | 0   | 0 | 0 | 0 | 0 | 0  | 0  | 0  |                                       |

### "Grupo do Rebaixamento"
| Pos | Equipe                         | Pts | J | V | E | D | GP | GC | SG | Classificação ou Rebaixamento     |
| --- | ------------------------------ | --- | - | - | - | - | -- | -- | -- | --------------------------------- |
| 1   | 11º lugar da temporada regular | 0   | 0 | 0 | 0 | 0 | 0  | 0  | 0  |                                   |
| 2   | 12º lugar da temporada regular | 0   | 0 | 0 | 0 | 0 | 0  | 0  | 0  |                                   |
| 3   | 13º lugar da temporada regular | 0   | 0 | 0 | 0 | 0 | 0  | 0  | 0  |                                   |
| 4   | 14º lugar da temporada regular | 0   | 0 | 0 | 0 | 0 | 0  | 0  | 0  | Repescagem contra o rebaixamento  |
| 5   | 15º lugar da temporada regular | 0   | 0 | 0 | 0 | 0 | 0  | 0  | 0  | Rebaixados para a segunda divisão |
| 6   | 16º lugar da temporada regular | 0   | 0 | 0 | 0 | 0 | 0  | 0  | 0  | Rebaixados para a segunda divisão |

## Repescagem da Liga Conferência Europa
| \| \| 4º do "Grupo do Campeonato" \| — \| 1º do "Grupo da Liga Conferência" \| \| \| \| \| \| \| \| \| \| |                             |   |                                   |  |  |
| | 4º do "Grupo do Campeonato" | — | 1º do "Grupo da Liga Conferência" |  |  |
| |                             |   |                                   |  |  |

## Repescagem da Promoção/Rebaixamento
| \| \| 4º do "Grupo do Rebaixamento" \| — \| 3º do "segunda divisão" \| \| \| \| \| \| \| \| \| \| |                               |   |                         |  |  |
|                                                                                                   | 4º do "Grupo do Rebaixamento" | — | 3º do "segunda divisão" |  |  |
|                                                                                                   |                               |   |                         |  |  |